# Tavajzites
Tavajzites es un género de foraminífero bentónico considerado un sinónimo posterior de Minojapanella de la subfamilia Boultoniinae, de la familia Schubertellidae, de la superfamilia Fusulinoidea, del suborden Fusulinina y del orden Fusulinida. Su especie tipo era Fusulina pseudoprisca var. delicata. Su rango cronoestratigráfico abarcaba el Lopingiense (Pérmico superior).

## Discusión
Clasificaciones más recientes incluirían Tavajzites en la superfamilia Schubertelloidea, y en la subclase Fusulinana de la clase Fusulinata.

## Clasificación
Tavajzites incluye a la siguiente especie:
- Tavajzites delicata †